# گائتانو داگوستینو
گائتانو داگوستینو (به ایتالیایی: Gaetano D'Agostino) بازیکن فوتبال اهل ایتالیا است که از سال ۲۰۰۹ میلادی عضو تیم ملی فوتبال ایتالیا بوده و در ۵ بازی ملی حضور داشته‌است. او در بازی‌های ملی‌اش گلی به ثمر نرساند.